# Casimir II van Belz
Casimir II van Belz (circa 1401/1403 - Miączyn, 15 september 1442) was van 1426 tot 1434 hertog van Płock en van 1434 tot aan zijn dood hertog van Belz. Hij behoorde tot de Mazovische tak van het huis Piasten.

## Levensloop
Casimir II was de derde zoon van hertog Ziemovit IV van Mazovië en diens echtgenote Alexandra, dochter van grootvorst Algirdas van Litouwen. Hij bracht zijn jeugd door aan het hof van grootvorst Vytautas van Litouwen en aan het hof van de Poolse koning Wladislaus II Jagiello.
Rond 1420 gaf zijn vader wegens toenemende blindheid de regeringszaken grotendeels door aan zijn twee oudste zonen, Ziemovit V en Casimir II. Na het overlijden van zijn vader in 1426 erfde hij samen met zijn broers Ziemovit V, Wladislaus I en Trojden II de hertogdommen Płock, Rawa, Gostynin, Sochaczew, Belz, Płońsk, Zawkrze en Wizna. Om hun posities en domeinen niet te verzwakken, beslisten de broers hun domeinen gezamenlijk te besturen en niet onderling te verdelen. 
Op 8 september 1426 huldigden de vier broers de Poolse koning Wladislaus II Jagiello in Sandomierz. Casimir II was echter niet aanwezig op de ceremonie en weigerde de volgende jaren meermaals Wladislaus II als leenheer van Mazovië te erkennen. De Poolse koning begon te vrezen dat de weigering van een van de Mazovische medeheersers om te huldigen de anderen redenen zou geven om zich van hun feodale afhankelijkheid te ontheven. Casimir II kon deze situatie laten voortduren omdat hij de steun had van de Litouwse grootvorst Vytautas, die Casimir in 1428 meenam bij de militaire campagne tegen Veliki Novgorod. De onverwachte ziekte en dood van zijn beschermer Vytautas dwong Casimir II om zijn positie te wijzigen en in september 1430 huldigde hij de Poolse koning.
In de oorlog die in 1431 uitbrak tussen het Poolse koninkrijk en grootvorst Švitrigaila van Litouwen, vervulde Casimir zijn feodale plichten en stond hij aan het hoofd van de hulptroepen die hij naar Wladislaus II Jagiello stuurde. Hij nam echter niet deel aan de volledige campagne en focuste zich vooral op het onderdrukken van de opstanden van de Rutheniërs, die opgezet werden door agenten van Švitrigaila. 
Het overlijden van de Poolse koning Wladislaus II Jagiello in juni 1434 liet de Mazovische hertogen meer vrijheid en flexibiliteit toe in hun regeringszaken. In juli 1434 waren Casimir II en zijn broer Ziemovit V aanwezig bij de kroning van de nieuwe koning Wladislaus III in Krakau.  Op 31 augustus 1434 beëindigden Casimir II en zijn nog levende broers Ziemovit V en Wladislaus I hun gezamenlijke regering en verdeelden ze hun domeinen onderling. Hierbij kreeg hij het bezit over het district Belz. Als hertog van Belz ondertekende hij op 31 december 1435 de Vrede van Brześć Kujawski, die de oorlog tussen Polen en de Duitse Orde beëindigde. 
De volgende jaren focuste hij zich op de regering van zijn domeinen, die zich aan de Pools-Litouwse grens bevonden. Hierdoor ondervonden zijn gebieden veel last van de conflicten van de Poolse adel en de magnaten van Švitrigaila. Op 4 september 1437 sloten de Poolse edelen in de aanwezigheid van Casimir vrede met Švitrigaila. In 1440 ondersteunde Casimir II de militaire expeditie van de prins Casimir van Polen naar Vilnius om de titel van grootvorst van Litouwen te bemachtigen. In de interne politiek zorgde hij ervoor dat de gebieden in Rood-Roethenië die hij en zijn broers bestuurden meer geïntegreerd werden door de introductie van de Poolse wetten en administratie.
Op 26 juni 1442 huwde Casimir met Margaretha (overleden in 1464), dochter van slotvoogd Vincent Szamotuły uit Międzyrzecz. Het huwelijk bleef kinderloos en duurde amper drie maanden: Casimir II bezweek namelijk in september 1442 aan de pest. Hij werd bijgezet in de Mazovische hertogelijke crypte in de kathedraal van Płock. Zijn domeinen werden geërfd door zijn broer Wladislaus I.